# Ilarionowe
Ilarionowe (ukrainisch Іларіонове; Илларионово Illarionowo) ist eine Siedlung städtischen Typs in der ukrainischen Oblast Dnipropetrowsk mit etwa 8495 Einwohnern.

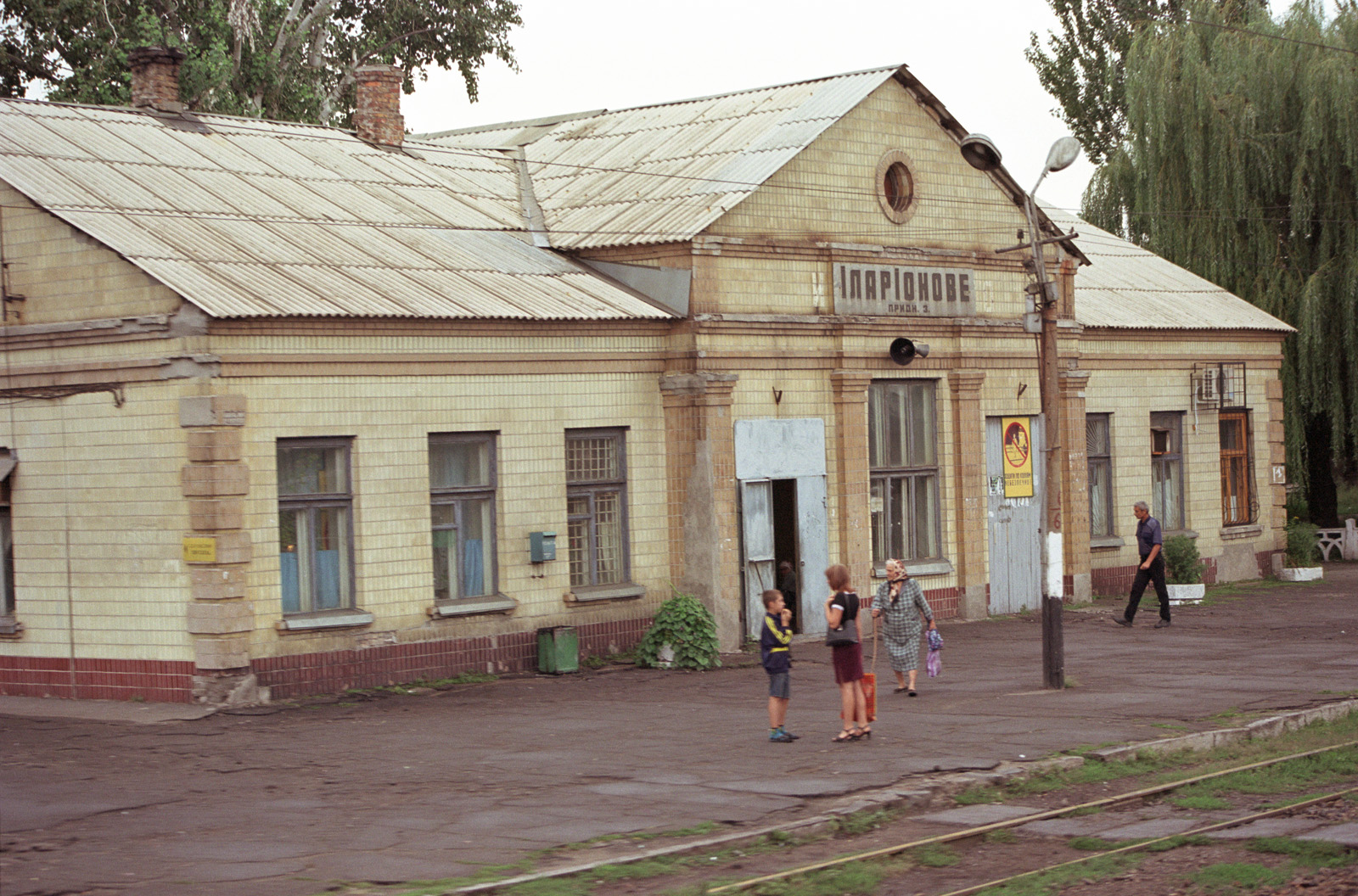
Bahnhof

## Geschichte
Der Ort wurde 1875 als Eisenbahnstation namens Iwaniwka gegründet und 1899 nach dem Vornamen des damaligen Eigentümers in Ilarionowe umbenannt.
Seit 1938 besitzt Ilarionowe den Status einer Siedlung städtischen Typs.

## Geographie

### Lage
Ilarionowe liegt im Westen des Rajons Synelnykowe an der Grenze zum Rajon Dnipro 22 km östlich von Dnipro und 28 km westlich von Synelnykowe.

### Verwaltungsgliederung
Am 19. Juni 2017 wurde die Siedlung zum Zentrum der neugegründeten Siedlungsgemeinde Ilarionowe (Іларіонівська селищна громада/Ilarioniwska selyschtschna hromada). Zu dieser zählten auch die Siedlung städtischen Typs Sad, die 7 in der untenstehenden Tabelle aufgelisteten Dörfer sowie die Ansiedlungen Choroschewe, Perwomajske und Schachtarske, bis dahin bildete sie zusammen mit der Siedlung städtischen Typs Sad und den Dörfern Iwaniwka, Losuwatka, Snameniwske und Starolosuwatka die gleichnamige Siedlungsratsgemeinde Ilarionowe (Іларіонівська селищна рада/Ilarioniwska selyschtschna rada) im Westen des Rajons Synelnykowe.
Am 12. Juni 2020 kamen noch die weiteren 4 Dörfer Deresuwate, Dorohe, Luhowe und Schyrokosmolenka sowie die Ansiedlung Stepowe zum Gemeindegebiet.
Folgende Orte sind neben dem Hauptort Ilarionowe Teil der Gemeinde:
| Name                     | Name           | Name                              |
| ukrainisch transkribiert | ukrainisch     | russisch                          |
| ------------------------ | -------------- | --------------------------------- |
| Choroschewe              | Хорошеве       | Хорошево (Choroschtschewo)        |
| Deresuwate               | Дерезувате     | Дерезоватое (Deresowatoje)        |
| Dorohe                   | Дороге         | Дорогое (Dorogoje)                |
| Iwaniwka                 | Іванівка       | Ивановка (Iwanowka)               |
| Losuwatka                | Лозуватка      | Лозоватка (Losowatka)             |
| Luhowe                   | Лугове         | Луговое (Lugowoje)                |
| Marjiwka                 | Мар'ївка       | Марьевка (Marjewka)               |
| Marjinka                 | Мар'їнка       | Марьинка                          |
| Perwomajske              | Первомайське   | Первомайское (Perwomaiskoje)      |
| Rakowe                   | Ракове         | Раково (Rakowo)                   |
| Sad                      | Сад            | Сад                               |
| Schachtarske             | Шахтарське     | Шахтёрское (Schachtjorskoje)      |
| Schyrokosmolenka         | Широкосмоленка | Широкосмоленка (Schirokosmolenka) |
| Snameniwske              | Знаменівське   | Знаменовское (Snamenowskoje)      |
| Starolosuwatka           | Старолозуватка | Старолозоватка (Starolosowatka)   |
| Stepowe                  | Степове        | Степовое (Stepowoje)              |

## Bevölkerungsentwicklung
| 1959 | 1970 | 1979 | 1989 | 2001 | 2016 |
| ---- | ---- | ---- | ---- | ---- | ---- |
| 7981 | 8489 | 8668 | 8726 | 8459 | 8958 |

Quelle: